# Donald Allan Darling
Donald Allan Darling (* 4. Mai 1915 in Los Angeles, Kalifornien; † 24. Juni 2014) war ein US-amerikanischer Statistiker.

## Leben
Er ist für den Anderson-Darling-Test (einen statistischen Test, mit dem festgestellt werden kann, ob die Häufigkeitsverteilung der Daten einer Stichprobe von einer vorgegebenen hypothetischen Wahrscheinlichkeitsverteilung abweicht) bekannt, den er 1952 zusammen mit Theodore Wilbur Anderson beschrieben hatte.
1934 schrieb sich Darling an der Mathematikfachrichtung der University of California in Los Angeles ein, wo er 1939 den Studientitel erlangte. 1940 wurde er Meteorologe bei der Pan American Airways und von 1942 bis 1946, während des Zweiten Weltkriegs, leitete er die Statistikabteilung des Air Force Weather Research Project.
Inzwischen schrieb er sich 1943 am Ph.D.-Kurs am California Institute of Technology ein, wo er 1947, unter der Leitung von Morgan Ward die Dissertation Continuous Stochastic Processes schrieb. Gleich darauf, 1947, wurde er Forscher an der Cornell University, und 1948 wurde er Assistenzprofessor an der Rutgers University. 1949 ging er zur University of Michigan, wo er später Professor wurde. Diese Universität widmete ihm im Jahr 2002 einen Lehrstuhl.
1958 war er Fellow der John Simon Guggenheim Memorial Foundation. 1958 bis 1961 war es associated editor der Annals of Mathematical Statistics.
1967 ging er zur University of California, wo er seit 1982 Professor emeritus war.

## Artikel
- mit Theodore Wilbur Anderson: Asymptotic theory of certain "goodness-of-fit" criteria based on stochastic processes. In: Annals of Mathematical Statistics. Band 23, 1952, S. 193–212.
- mit Arnold J.F.Siegert: The First Passage Problem for a Continuous Markov Process. In: The Annals of Mathematical Statistics. Band 24, Nr. 4, 1953
- On the Asymptotic Distribution of Watson's Statistic. In: Annals of Statistics. 1983